# José Maria de Abreu
José Maria de Abreu (Jacareí, 7 de fevereiro de 1911 — Rio de Janeiro, 11 de maio de 1966) foi um violonista, trompetista e compositor brasileiro.
Compôs com Francisco Mattoso um dos clássicos românticos da década de 1930: a valsa Boa Noite Amor (1936), gravada por Francisco Alves. A partir de 1942, com Jair Amorim, escreveu os seus mais conhecidos sucessos, entre os quais Um Caminho e Você (1948), Pegando fogo (c/Francisco Matoso, em 1939) e Alguém Como Tu (1952), interpretados por Dick Farney.
Era filho do maestro e compositor Juvenal Roberto de Abreu, que o ensinou a tocar diversos instrumentos musicais, entre os quais o violão. Sua mãe, Leopoldina de Sousa Abreu, era pianista, assim como seu irmão mais novo João Maria de Abreu.

## Biografia
José Maria de Abreu natural de Jacareí nasceu no dia 7 de fevereiro de 1911, filho de pai músico, desde muito novo já aprendeu diversos instrumentos  incluindo o piano, instrumento usado para compor a maior parte de suas músicas. No ano de 1917, sua família sai de Jacareí, passa por um curto período de tempo em São Paulo,  e fixam-se no município de Itapetininga. José Maria de Abreu em sua vida escolar já se destaca dentro da música, aos 11 anos de idade era membro da banda de sua escola, e aos 15 compõe o “Hino do Grupo Escolar”.

Em 1928, José Maria de Abreu, desiste do curso de Farmácia cujo iniciara do ano anterior, e dedica-se inteiramente a carreira da música trabalhando em casas noturnas como pianista, e maestro da orquestra do Teatro Boa Vista. Com a composição do “Hino da Revolução Constitucionalista” com o titulo de “Vencer ou morrer” em 1932 seu nome ganha projeção nacional, sendo o primeiro grande sucesso do futuro “Rei da Valsa”. 
Com promissora carreira no ano seguinte da criação do hino, ele se muda para o Rio de Janeiro onde atua como maestro e pianista nas rádios, “Rádio Mayrink Veiga”, “Rádio Clube do Brasil”, e “Rádio Mundial”.

No auge de sua carreira era tido como “Rei da Valsa”, compondo na década de 30 um de seus maiores clássicos “Boa Noite, Amor”, feito em parceria com Mattoso essa faixa musical já foi regravada por muitos artistas como Cauby Peixoto, Emilio Santiago, Francisco Alves e Elis Regina. Nos anos de 1980 as obras “Pegando Fogo” e “Onde está o Dinheiro” são regravados na voz de Gal Costa, grandes clássicos criados 50 anos antes. Ao longo de sua carreira, ele trabalhou com grandes artistas como Orlando Silva, Aracy de Almeida, Carlos Galhardo, Dercy Gonçalves. Sua morte causada por insuficiência renal ocorre prematuramente, aos 55 anos, deixando esposa e três filhos, como homenagem ele ganha um busto de bronze no município de Jacareí no ano de 1978. No ano de 1993 ele se torna o patrono da Fundação Cultural de Jacarehy.